# Долно Свиларе
Долно Свиларе или Долно Свилари (на македонска литературна норма: Долно Свиларе; на албански: Svillara e Poshtme) е село в Община Сарай, Северна Македония.

## География
Селото е разположено в западната част на Скопското поле на север от Вардар.

## История
В края на XIX век Долно Свиларе е албанско село в Скопска каза на Османската империя. Според статистиката на Васил Кънчов („Македония. Етнография и статистика“) към 1900 година в Долно Свилари живеят 150 арнаути мохамедани.
Според секретен доклад на българското консулство в Скопие селото е изцяло населено от патриаршисти сърбомани. Според патриаршеския митрополит Фирмилиан в 1902 година в Свиларе има 5 сръбски патриаршистки къщи.
След Междусъюзническата война в 1913 година селото попада в Сърбия.
На етническата си карта от 1927 година Леонард Шулце Йена показва Долно Свилари (Dl. Svilari) като албанско село.
На етническата си карта на Северозападна Македония в 1929 година Афанасий Селишчев отбелязва Долно Свиларе като албанско село.
Според преброяването от 2002 година Долно Свиларе има 2010 жители.
| Националност     | Всичко |
| северномакедонци | 6      |
| албанци          | 1998   |
| турци            | 0      |
| роми             | 0      |
| власи            | 0      |
| сърби            | 0      |
| бошняци          | 0      |
| други            | 6      |